# Río Claro (Chili)
Pour les articles homonymes, voir Rio Claro.
Rio Claro est une commune située dans la province de Talca (région du Maule, Chili). En 2012, sa population s'élevait à 12 929 habitants. La superficie de la commune est de 431 km2 (densité de 30 hab./km2). La commune porte le nom du cours d'eau qui traverse son territoire.
Sur le territoire de la commune s'est déroulé le 4 février 1818 la bataille de Vegas de Cumpeo au cours de laquelle Ramón Freire à la tête des forces indépendantistes triomphe des forces royalistes. En 1870 est inauguré le canal Cumeo long de 40 kilomètres et utilisé pour l'irrigation d'une grande superficie de terres agricoles. La commune est créée en 1899 sur l'emplacement de l'hacienda Cumpeo qui appartenait à Vincente Correa Alabano,. Rio Claro se trouve à environ 211 kilomètres au sud de la capitale Santiago et 39 kilomètres à l'est-nord-est de Talca capitale de la Province de Talca.

Position de Rio Claro (en rouge) au sein de la Région du Maule.